# Figurer fra Warcraft
Større og tilbagevendende figurer fra Warcraft-universet er listet nedenfor. Serien begyndte med computerspillet Warcraft: Orcs & Humans fra  Blizzard Entertainment (1994) og fortsatte med Warcraft II: Tides of Darkness, Beyond the Dark Portal, Warcraft III: Reign of Chaos, The Frozen Throne, World of Warcraft, The Burning Crusade, Wrath of the Lich King, Cataclysm, Mists of Pandaria og Warlords of Draenor. Der udover møder man også figurerne fra Warcraft i Heroes of the Storm og Hearthstone: Heroes of Warcraft. Warcraft franchisen er yderligt blevet udvidet med en række romaner, grafiske romaner og andre værker.

## Figurer

### Aegwynn
Race: Human
Klasse: Archmage, tidligere Vogter
Familie: Nielas Aran (partner), Medivh (søn), Brighteyes (barnebarn), Med'an (barnebarn)
Aegwynn er kendt som matriark af Tirisfal, hun var det næstsidste vogter af Tirisfal: en enkelt dødelig mester fyldt af magi fra en hemmelig orden.  Aegwynn er anerkendt som en af de største Vogter og er kendt for tilsyneladende at besejre Sargeras avatar i Northrend. Vogteren Aegwynns magi blev mere kraftfuld igennem årene og hun brugte Tirisfal energi til at forlænge hendes liv. Hun troede at hun havde besejret Sargeras for altid, hun fortsatte med at beskytte verden fra dæmon kongens undersåtter i næsten ni hundrede år. Men Rådet af Tirisfal besluttede, at hendes ledelse var kommet til enden og rådet beordrede Aegwynn til at vende tilbage til Dalaran, så de kunne vælge en ny efterfølger til Vogterens magt.  Aegwynn var mistroisk over for Rådet, og besluttet at vælge en efterfølger af hendes egen.

### Akama
Race: Broken- Lost One ,Draenei
Klasse: Elder sage, Shaman, Priest
Familie:
Akama er en Broken Draenei i Wardens Cage i Shadowmoon Valley. Han er leder af både Ashtongue stammen og stamme kaldet Ashtongue Deathsworn , en fraktion af Broken Draeneis angiveligt i tjeneste hos Illidan Stormrage. 

### Alexstrasza
Race: Red wyrm, tidligere Red Proto-Drake
Klasse:
Familie: Tyranastrasz (tidligere gemal), Korialstrasz (anden tidligere gemal), Caelestrasz (søn), Vaelastrasz (søn), Keristrasza (datter), Ysera (søster), Eranikus (svoger), Merithra (niece), Galakrond (stamfader)
Alexstrasza Life-Binder, Aspekt af red dragonflight, er vogter af alt liv i verden af Azeroth. Hun var en af de fem store drager valgt af titaner til at drikke portion af Pantheons power. Titans har også udnævnt hende til dronningen af alle drager. Tidligere fængslet af Dragonmaw Klanen i det forladte dværgenes rige Grim Batol, hun blev befriet ved hjælp af troldmanden Rhonin som fik det til opgave af sin mentor Krasus (hvem i virkeligheden er en gemal til Alexstrasza).

### Alleria Windrunner
Race: Høj Elver
Klasse: Fighter, Elven ranger
Familie: Turalyon (elsker), Arator (søn), Sylvanas (søster), Vereesa (søster), Lirath (bror), Rhonin (svoger), Zendarin (fætter), Giramar, Galdarin (nevøer)
Alleria Windrunner var chef spejder for Alliancen Ekspedition til Draenor. Alleria Windrunner fik stor anerkendelse på grund af det store antal af trolde, som hun dræbte for at forsvare hendes hjemland, Quel'Thalas løbet af Troldekrigene. Alleria er den ældste af Windrunner søstre, som alle har tjent Quel'Thalas og Alliancen med udmærkelse.

### Anduin Lothar
Race: Human
Klasse: Warrior, Paladin
Familie: Thoradin, Arathi slægten (forfædre)
Sir Anduin Lothar Løven af Azeroth, var den sidste ægte efterkommer af den antikke Arathi slægt, en ridder og forkæmper for Kongeriget Azeroth (senere kendt som Kongeriget Stormwind) under den første krig, og den øverstkommanderende for  Alliancen af Lordaeron hæren under den anden krig. 

### Anduin Llane Wrynn
Race: Human
Klasse: Priest
Familie: Landen (tipoldefar), Adamant og Varia (oldeforældre), Llane (bedstefar, død), Varian (far), Tiffin (mor, død)
Anduin Llane Wrynn  er søn af Tiffin og Varian Wrynn, og arving til tronen i Stormwind. For længe siden, da hans far forsvandt, blev den ung Anduin kronet til konge af Stormwind, men på grund af hans alder, han var ude af stand til at regere, og opgaven for blev givet til Highlord Bolvar Fordragon, en æret paladin i Alliancen.
Deruover er Anduin Llane Wrynn også med i  Hearthstone, hvor han er priest klassens hero.

### Antonidas
Race: Human
Klasse: Archmage of Kirin Tor, Mage
Familie:
Antonidas var den tidligere leder af Kirin Tor, en konklave af troldmænd, der hersker over den magiske bystat Dalaran. Han var angiveligt på daværende tidspunkt, en af de mest magtfulde troldmænd blandt menneskene i verden. Antonidas var læremester til Archmage Jaina Proudmoore. 
I Warcraft III: Reign of Chaos, bliver han dræbt af Arthas og hans svøbe, da de angreb Dalaran, for at få fat i Book of Medivh.
Derudover har Antonidas et legendary mage-kort i Hearthstone.
I Reign of Chaos blev hans stemme lagt af William Bassett, og i filmen Warcraft fra 2016 blev han spillet af Toby Kebbell.

### Anub'arak
Race: Crypt lord
Klasse: Warrior , Fighter , Necromancer
Familie:
Anub'arak er den tidligere konge af nerubian rige Azjol-Nerub. Han var blandt de nerubians der blev slagtet i War of the Spider. 

### Archimonde
Race: Man'ari eredar, Eredar warlock
Klasse: Warlock
Familie: Kil'jaeden (burning legion kommandør og bedste ven), Velen (tidligere kollega eredar triumviri og bedste ven)
Archimonde the Defiler (stemme af David Lodge) var den venstre hånd af den faldne titan Sargeras dvs Eredar Overlord af Legion styrker.

### Arthas Menethil
Race: Human (tidligere), Undead
Klasse: Paladin (tidligere), Death Knight
Familie: Terenas Menethil (far), Lianne Menethil (mor), Calia Menethil (søster)
Arthas Menethil (stemme af Justin Gross i Warcraft III, Patrick Seitz i World of Warcraft), Lordaerons kronprins og Silver hand Paladin, var Kong Terenas Menethil IIs søn og tronens efterfølger.

### Aysa Cloudsinger
Race: Pandaren
Klasse: Monk
Familie:
Aysa Cloudsinger er en kvindelig panderen og tilhænger af stien af Tushui. Aysa tror på at leve en ærværdig liv gennem meditation, streng uddannelse, og moralsk overbevisning.

### Azshara
Race: Naga (tidligere Highborne Night Elf)
Klasse: Sorcerer, Wizard, Mage
Familie: Aszune (datter? spekuleret)
Dronning Azshara var den sidste monark i hele Night Elf historie. Hendes regeringstid førte til War of the Ancients og Sundering, hvorefter Night Elf samfundet undergik gennemgribende forandring. Viljestærk, manipulerende og uforlignelig smuk var Azshara, og hun besad langt mere magisk talent end næsten alle andre Night Elf. Som en af de Highborne og eneste arving til tronen, havde hun længe været fascineret af Well of Eternity. Efter hendes kroning, hengav hun sig til sine interesser til fulde. Snart hun beordrede opførelsen af et overdådigt Bejeweled palads på en af Well of Eternity kyster.

### Baine Bloodhoof
Race: Tauren
Klasse: Warrior (formodede), Paladin (Fearbreaker, en mace givet til ham af Anduin Wrynn)
Familie:Elder Bloodhoof (forfader), Cairne Bloodhoof (far), Tamaala (mor)
Baine Bloodhoof (stemme af Jamieson Price) er den nuværende leder af Tauren, fik den position efter faderens død. Rolig, tålmodig og klog i forhold til hans alder, Baine tror dybt i hans folk, men føler sig ofte tvivl om, at han ikke er den store leder hans far var.

### Bolvar Fordragon
Race: Undead human
Klasse: Paladin
Familie:
Highlord Bolvar Fordragon (stemme af Carlos Larkin) var en æret paladin af Alliancen og han fungerede som regent af Stormwind efter at kong Varian Wrynn forsvandt. Da Varian vente tilbage blev Bolvar chef for Alliancens styrker og sendt til Northrend for at tage kampen op mod svøben. Efter hans forræderi af Grand Apothecary Putress ved slaget, Angrathar den Wrathgate troede man at Fordragon var blevet dræbt, enten af Forsaken Blight eller brandene fra de red dragonflight. Men Fordragon overlevede, hans krop var blevet ændret af Dragernes 'flamme, og han blev taget til Icecrown Citadel af svøben, hvor han blev tortureret af Lich King i et forsøg på at bøje ham til hans vilje, men den ædle ånd af Fordragon modstod Lich Kings tortur. Efter at Arthas Menethil, den dødelige vært af Lich King, døde krævede Fordragon, at Tirion Fordring placere Helm af Domination, der indeholder alt magten over svøben, på hans hoved, så han altid ville være fangevogteren af de fordømtes - fængsle Lich King i Frozen Throne endnu gang, og have truslen om svøben under kontrol.

### Cairne Bloodhoof
Race: Tauren
Klasse: Hunter, Scout, Warrior
Familie: Elder Bloodhoof (forfader), Baine (søn) , Tamaala (kone)
Cairne Bloodhoof (stemme af William Bassett) var chefen for de forenede stammer af Tauren, høvding for Bloodhoof, og leder af Thunder Bluff. Allieret med Horde ved sin ankomst på bredden af Kalimdor, Cairne var en af de klogeste og mest agtet ledere. Han svingede det shaman-velsignet Bloodhoof Runespear (et spyd).

### Cenarius
Race: Oldtids-vogter
Klasse: Demigod, Keeper of the Grove, Druid, Druid of the Wild
Familie: Elune (mor), Malorne (far), Remulos, Zaetar, Ordanus (sønner), Centaur'en (ubiologiske barn), Celebras, Cavindra (børnebørn)
Cenarius er beskytter gud af alle druider racer. Han er en af de mest magtfulde og indflydelsesrige halvguder i Azeroth.
Deruover er  Cenarius også med i Hearthstone, hvor han er druid class'ens legendary kort. 

### Chen Stormstout
Race: Pandaren
Klasse: Brewmaster
Familie: Po Stormstout (bror), Shisai Stormstout (nevø), Li Li Stormstout (niece), Gao Stormstout (onkel), Mojo Stormstout (formodede)
Chen Stormstout (stemme af Keone Young)

### Deathwing
Race: Black Wyrm, tidligere Sort Proto-Drake
Klasse: Mage, aristokrat (formodes, Daval Prestor)
Familie: Sintharia (tidligere partner); Mange sorte drager navnlig: Nefarian, Sabellian, Wrathion, Neltharaku (sønner), Onyxia (datter); Nyxondra (partner), Mordenaku (barnebarn), Zoya, Onyxien (børnebørn), Galakrond (stamfader)
Deathwing the Destroyer (stemme af Michael McConnohie)

### Dezco
Race: Tauren
Klasse: Sunwalker
Familie: Leza (kone), Redhorn (søn), Cloudhoof (afdøde søn), Nala, Chezin
Sunwalker Dezco er høvding for Dawnchaser stammen, Dezco, er en af de mest fremtrædende Sunwalkers: Taurens der ærer An'she, Solen, og udnytter energien fra hendes lys.

### Durotan
Race: Orc
Klasse: Warrior
Familie: Garad og Geyah (forældre), Draka (kone),  Thrall (søn), Ga'nar (Bror), Orgrim Doomhammer (Bedste ven), Nightstalker & Sharptooth (Hans Ulve ledsagere)
Durotan, søn af Garad er høvding for Frostwolf Clan, og far til den kommende Warchief Thrall.

### Falstad Wildhammer
Race: Wildhammer dwarf
Klasse: Gryphon Rider, Fighter
Familie: Khardros Wildhammer (forfader), Kurdran Wildhammer (bror), Maz Drachrip (forgænger)
Falstad Wildhammer også kendt som Falstad Dragonreaver, er High Thane af Wildhammer Clan. Han regerer Wildhammer klanen fra Aerie Peak i Hinterlands og tjener som et medlem af rådet for de tre Hammers i Ironforge. Under den anden krig, hjalp han Rhonin og hans modstandsfolk med at ødelægge Demon Soul og befri Dragonqueen Alexstrasza fra Dragonmaw Klan.

### Garrosh Hellscream
Race: Mag'har
Klasse: Warrior
Familie: Grommash (far), Golka (Mor)
Garrosh Hellscream (stemme af Patrick Seitz)
Deruover er Garrosh Hellscream også med i Hearthstone, hvor han er Warrior klassens hero.

### Gazlowe
Race: Goblin
Klasse: Rogue, Engineer
Familie:
Gazlowe er den officielle leder af Ratchet i det nordlige Barrens. Han var tidligere Horde maskinchef for anlægsarbejder i Durotar, og mens han er ivrige efter at være neutral med Alliancen, har han ingen kærlighed til dem og han har stærke relationer til Horde. 

### Gelbin Mekkatorque
Race: Gnome
Klasse: Tinker
Familie: Sicco Thermaplugg (tidligere ven)
High Tinker Gelbin Mekkatorque konge af Gnome, og er den nuværende leder af flygtninge fra Gnomeregan.

### Genn Greymane
Race: Worgen
Klasse: Warrior, Fighter
Familie: Mia (kone), Liam (søn, død), Tess (datter), Archibald (far)
Genn Greymane er kongen af Gilneas 

### Grommash Hellscream
Race: Orc, Chaos Orc
Klasse: Grunt, Blademaster, Fighter, Gladiator, Warrior
Familie: Garrosh Hellscream (søn)
Grommash Hellscream 

### Gul'dan
Race: Orc
Klasse: Warlock, Shaman (tidligere), Necromancer, Sorcerer, Fighter, Warrior, Healer
Familie:
Gul'dan var en mægtig Ork Warlock. Hans læremester var Shamanen Ner'zhul. 
Deruover er Gul'dan også med i  Hearthstone, hvor han er  warlock klassens hero.

### Illidan Stormrage
Race: Unik Dæmon, Night Elf
Klasse: Sorcerer, Warrior, Fighter, Mage, Rogue, Demon Hunter
Familie: Malfurion Stormrage (tvillingebror), Tyrande Whisperwind (svigerinde)
Illidan Stormrage (stemme af Liam O'Brien i World of Warcraft, Matthew Yang King i Warcraft III: The Frozen Throne ), var den første Demon Hunter. Natten elf Illidan Stormrage blev født før War of the Ancients, en konflikt, der brød ud over 10.000 år før dentredje krig, da det kaotiske Burning Legion reinvaded Azeroth. Efter det stolede ingen på ham og han blev fængslet i 10.000 år indtil Tyrante Wisperwind befriede ham da hun mente han kunne hjælpe i kampen mod den igen invaderende burning legion. Han sugede krafterne ud af et skull of gul'dan og blev halvt dæmon. Senere flygtede han og allierede sig med broken, blood elfs, og nagaerne hvor efter de blev sent ud for at dræbe Lich king af nogle dæmoner. Arthas forhindrede dem i det og de gemte sig i Outland for demonerne. Derefter blev han fanget af sin gamle fangevogter Maiv Shadowson. I Legion bliver illidan befriet af gul'dan som er rejest frem i tiden og spillere kan spille som demon hunter.

### Jaina Proudmoore
Race: Human
Klasse: Wizard, Archmage, Mage, Archmage of Kirin Tor
Familie: Daelin Proudmoore (far), Derek Proudmoore, Tandred Proudmoore (brødre), Finnal Goldensword (halvsøster)
Jaina Proudmoore (stemme af Carrie Gordon-Lowrey i Warcraft III og World of Warcraft, og Laura Bailey i World of Warcraft: Wrath af Lich King og efterfølgende) 
Deruover er Jaina Proudmoore også med i Hearthstone, hvor han er Mage klassens hero.

### Jarod Shadowsong
Race: Night elf
Klasse: Warrior
Familie: Maiev Shadowsong (søster), Shalasyr (kone, død), Shandris Feathermoon (elsker, formodede)
Jarod Shadowsong er lillebror til Maiev Shadowsong, og var chef for den kaldorei modstandsbevægelse under War of the Ancients.

### Jastor Gallywix
Race: Goblin
Klasse:
Familie: Luzik Gallywix (far)
Jastor Gallywix leder af Bilgewater Cartel. 

### Ji Firepaw
Race: Pandaren
Klasse: Monk
Familie:
Ji Firepaw er Pandaren og tilhænger af den mere direkte Houjin filosofi.

### Kael'thas Sunstrider
Race: Blood Elf, High elf
Klasse: Blood mage, Wizard, Fighter, Mage, Warrior
Familie:Anasterian Sunstrider (far), Dath'Remar Sunstrider (forfader) Jaina Proudmoore (tidligere elsker)
Prins Kael'thas Sunstrider var den sidste af den kongelige afstamning af Quel'Thalas og et medlem af Kirin Tor.

### Kalecgos
Race: Blue dragon i halv-elf form
Klasse: Mage
Familie: Trolovet med Tyrygosa, elskede Anveena, Jaina Proudmoore (elsker)
Kalecgos (stemme af Carlos Larkin) er en af de få overlevende blue dragons (blå drager)

### Kel’Thuzad
Race: Lich, Human
Klasse: Mage, Archmage, Necromancer, Wizard
Familie: Mr. Bigglesworth (kæledyr)
Kel’Thuzad var en af de største Archmagi af Dalaran. Han var en af medlemmerne af Kirin Tor og en af Archmage Antonidas venner.

### Khadgar
Race: Human
Klasse: Archmage of Kirin Tor, Mage, Wizard
Familie:
Khadgar er en Archmage af Kirin Tor og anses for at være en af de mest magtfulde troldmænd i live. Han er veteran fra den første og anden krig. Khadgar var lærlingen af Medivh den sidste vogter Tirisfal. 

### Kil'jaeden
Race: Man'ari eredar, Eredar warlock
Klasse: Warlock, Sorcerer
Familie: Velen (tidligere bedste ven, nu ærkefjende), Archimonde (kollega legion kommandør og bedste ven)
Kil'jaeden var en kraftfuld eredar dæmon herre og var den fungerende leder af Burning Legion, som nu er blevet stoppet, da spillerne fik sat Kil'jaedens chef, Sargeras, i fængsel. Man mødte ham for første gang i Sunwell Raiden hvor man "kastede" ham tilbage til The Twisting Nether. Man mødte ham igen i Legion, hvor han var den sidste boss i raiden Tomb of Sargeras. Før Gul'dan blev dræbt, beordrede Kil'jaeden at han skulle åbne The Tomb of Sargeras. Efter man har dræbt anden sidste boss, bliver man teleporteret til The Twisting Nether, og møder Kil'jaeden på hans lille trone. Da man dræber ham bliver han sendt længere ned i The Twisting Nether, så langt ned at han antages for at være død. 

### Lady Vashj
Race: Naga (tidligere Highborne night elf)
Klasse: Sea witch, Healer, Sorcerer, Shaman, Mage
Familie: Lestharia Vashj (mor)
Lady Vashj (stemme af Barbara Goodson) 

### Lei Shen
Race: Mogu
Klasse:
Familie:
Lei Shen er en gammel Mogu krigsherre kendt som Thunder King, han var i stand til at forene de stridende Mogu klaner og danne det store Mogu imperium i Pandaria. Flere tusinde år senere levede zandalari troldene ham op igen efter sin død af alderdom, for at få noget af deres storhed tilbage som de hade dengang de var allierede med ham.

### Lich King
Race: Undead human
Klasse: Death Knight, Necromancer, Shaman, Paladin, ex-paladin
Familie: Kil'jaeden (skaber), Bolvar Fordragon (nuværende Lich King), Arthas Menethil (tidligere), Ner'zhul (tidligere)
 Lich King (stemme af Michael McConnohie) er herre og mester af svøben, som han styrer telepatisk fra Frozen Throne på toppen Icecrown gletsjeren. Kil'jaeden skabte Lich King fra ånden af orcish shaman Ner'zhul  for at fremmaneen  undead hær til at erobre Azeroth for Burning Legion. Oprindeligt fanget i Frozen Throne med Frostmourne, Lich King forrådte til sidst Kil'jaeden og besatte med den menneskelige Arthas Menethil  for at bryde væk fra den brændende Legion og erobre Azeroth for sig selv.
År senere, marchere Alliance og Horde for at nedkæmpe Lich King, men de opdagede at svøben, nu var sluppet løst på Azeroth, altid ville have brug for en leder. Den tapre Highlord Bolvar Fordragon meldte sig frivilligt til at blive den nye fangevogter af de fordømte. 

### Li Li Stormstout
Race: Pandaren
Klasse:
Familie: Chen Stormstout (onkel),  Po Stormstout (far), Xili Li (mor, død), Shisai (bror)
Li Li Stormstout er niece til Chen Stormstout.
Deruover er Li Li også med i Heroes of the Storm, hvor hun er en af de Eternal Heroes 

### Lor'themar Theron
Race: Blood elf, High elf
Klasse: Ranger, Paladin
Familie:
Lord Lor'themar Theron (stemme af Dave Mallow i World of Warcraft, Gideon Emery i World of Warcraft: Mists of Pandaria) er leder af blood elf. 

### Magni Bronzebeard
Race: Dwarf
Klasse: Mountain King, Warrior, Fighter, Gladiator
Familie: Elder Bronzebeard, Madoran Bronzebeard (forfædre), Muradin, Brann (brødre), Moira Bronzebeard (datter), Fenran Thaurissan (barnebarn)
Kong Magni Bronzebeard var den tidligere konge af Ironforge og dværgene i Khaz Modan. Som den ældste af de tre Bronzebeard brødrene blev Magni bestemt til at være kongen under bjerget. 

### Maiev Shadowsong
Race: Night elf
Klasse: Priestess, Warden, Rogue, Fighter.
Familie: Jarod Shadowsong (bror), Fiskal Shadowsong (formodede), Nessa Shadowsong (formodede)
Maiev Shadowsong  (stemme af Debi Mae West), spillede sammen med sin lillebror Jarod Shadowsong, en central rolle i kampen mod Burning Legion under krigen War of the Ancients.

### Malchezaar
Race: Man'ari eredar (Dæmon)
Klasse:
Familie:
Prins Malchezaar af Karazhan er Hersker af Karazhan. Malchezaar hævder at være prins, og medlem af the Burning Legion. Det lykkedes Malchezaar at skaffe sig Grommash Hellscream's kendte økse Gorehowl. Det er muligt at Malchezaar tog til Ashenvale og vækkede dæmoner, hvor han så skaffede sig øksen.

### Malfurion Stormrage
Race: Night elf
Klasse: Keeper of the grove, Healer, Scout, Druid of the Wild, Druid.
Familie: Tyrande Whisperwind (kone), Shandris Feathermoon (surrogat datter) Illidan Stormrage (tvillingebror)
Malfurion Stormrage (stemme af Ed Trotta) 
Deruover er Malfurion Stormrage også med i Hearthstone, hvor han er Druid klassens hero.

### Malygos
Race: Blue wyrm, Blue Proto-Drake
Klasse:
Familie: Sindragosa, Saragosa, Haleh (Ægtefæller); Keristrasza (uvillig gemal), Arygos, Balacgos (sønner); Kirygosa (datter), Andorgos (barn), Tyrigosa (datter, formodede), Azuregos (søn, formodede), Galakrond (stamfader)
Malygos the Spellweave (stemme af Cam Clarke) var leder af det blå dragonflight og en af de oprindelige fem dragen Aspekter, velsignet af titan Norgannon som Aspect of Magic, med bevogtning magi og mystiske. 

### Mannoroth
Race: Pit Lord, Annihilan
Klasse:
Familie:
Mannoroth the Destructorvar Demon King of the Pit Lords og generel af Burning Legion. 

### Medivh
Race: Human
Klasse: Archmage, Diviner, Guardian, Mage, Sorcerer, Warlock, Wizard.
Familie: Aegwynn (mor), Nielas Aran (far), Garona (elsker), Brighteyes (formodet), Med'an (søn)
Medivh, The Last Guardian (stemme af Michael Bell i "Warcraft III: Reign of Chaos," Cam Clarke i "World of Warcraft: The Burning Crusade") 

### Moira Thaurissan
Race: Bronzebeard dwarf
Klasse: Priest
Familie: Elder Bronzebeard, Madoran Bronzebeard (forfædre), Magni Bronzebeard (far), Muradin Bronzebeard, Brann Bronzebeard (onkler), Dagran Thaurissan (mand), Fenran Thaurissan (søn)
Moira Thaurissan (stemme af Elle Newlands), datter af kong Magni Bronzebeard og prinsesse af Ironforge, er et af medlemmerne af Rådet for de tre Hamre, hvor hun repræsenterer Dark Iron klanen.

### Muradin Bronzebeard
Race: Bronzebeard dwarf
Klasse: Mountain king, Scout, Dwarven avatar, Dwarven prospector.
Familie: Elder Bronzebeard, Madoran Bronzebeard (forfædre), Magni, Brann (brødre), Moira (niece)
Muradin Bronzebeard er bror til kong Magni Bronzebeard af Ironforge. I de mørke dage af den anden krig, fungerede Muradin som bindeled mellem Lordaeron og dværgenes rige Khaz Modan.
Deruover er Muradin også med i Heroes of the Storm, hvor han er en af de Eternal Heroes 

### Ner'zhul
Race: Orc
Klasse: Shaman
Familie: Rulkan (partner), Arthas Menethil (ånd af Lich King)
Ner'zhul var en ældre Orc shaman der steg i graderne så højt som til Warchief af Orc klanerne Draenor. 

### Nozdormu
Race: Bronze wyrm, Proto-Dragon
Klasse:
Familie: Soridormi (gemal), Anachronos (søn, arving)
Nozdormu, The Timeless One (stemme af Martin Sheen) er en af de fem dragen aspekter og leder af bronze dragonflight.

### Orgrim Doomhammer
Race: Orc
Klasse: Rogue, Fighter, Warrior
Familie: Telkar Doomhammer (far)
Orgrim Doomhammer var Warchief af orkernes Horde i slutningen af den første krig og hele den anden krig. 

### Rexxar
Race:  halv orc og halvt Ogre
Klasse: Epic Beastmaster, Hunter
Familie: Leoroxx (far)
Rexxar (stemme af Chris Metzen) er en halv ork og halvt Ogre. Beastmaster af Mok'Nathal Clan og den nuværende Champion af Horde. 
Deruover er Rexxar også med i Hearthstone, hvor han er Hunter klassens hero.

### Rhonin
Race: Human
Klasse: Wizard, Sorcerer, Mage, Archmage.
Familie: Vereesa Windrunner (kone), Giramar og Galadin (tvillingesønner), Alleria, Sylvanas (svigerinde), Arator (nevø), Lirath Windrunner (svoger), Zendarin Windrunner.
Rhonin var en enspænder troldmand og tidligere leder af Kirin Tor.

### Sargeras
Race: Vanir titan (tidligere), Dark titan
Klasse: Warlock, Sorcerer, Fighter, Warrior
Familie: Aman'Thul (bror), Eonar (svigerinde), Golganneth (nevø), Azshara (spekuleret kone), Kil'jaeden (højre hånd), Archimonde (venstre hånd)
Sargeras er skaberen og lederen af The Burning Legion.

### Shaohao
Race: Pandaren
Klasse:
Familie:
Shaohao er den sidste Pandaren kejser af Pandaria. Shaohao blev født mange tusinde år siden, før Sundering, og hans tid som kejser af Pandaria syntes virkelig lovende, men ikke af de grunde, han drømte om.

### Sylvanas Windrunner
Race: Forsaken, Banshee, Høj Elver
Klasse: Dark Ranger, Elven Ranger, Warrior
Familie: Alleria, Vereesa (søster), Lirath (bror), Rhonin (svoger), Zendarin (fætter), Arator, Giramar og Galdarin (nevøer), Arthas Menethil (skaber Undead)
Sylvanas Windrunner  (stemme af Piera Coppola) er grundlægger og leder af de Forsaken. Oprindeligt High Elf af Quel'Thalas.

### Taran Zhu
Race: Pandaren
Klasse:
Familie:
Taran Zhu Lord af Shado-Pan og og leder af Shado-Pan. 

### Terenas Menethil II
Race: Human
Klasse: Paladin
Familie: Lianne (kone), Calia (datter), Arthas (søn), Varian (betragtes som anden søn)
Terenas Menethil II (stemme af Earl Boen) er en afdød menneske , tidligere konge af Lordaeron.  

### Teron Gorefiend
Race: Orc soul / Undead Human krop
Klasse: Death knight, Warlock
Familie:
I livet, Teron Gorefiend (stemme af David Lodge) var en af Gul'dans følgesvende. I døden, blev han den første af de necromantic rædsler, der blev kendt som Death Knights - krigerne lovet af Gul'dan for at formilde Orgrim Doomhammer.

### Thrall
Race: Orc
Klasse: Far seer, Fighter, Healer, Blademaster, Shaman, Warrior, Gladiator
Familie: Aggra (partner), Durak (søn), Durotan (far), Draka (mor), Garad og Geyah (farmor og farfar), Kelkar og Zuura(mormor og morfar), Rhakish (oldefar), Taretha Foxton (stedsøster) Ga'nar (onkel), Fenris Wolfbrother (onkel), Grotan (fætter), Hatock (fætter), Skal the Trapper (fætter)
Thrall var Warchief af orcish Horde og hersker over den røde jord af Durotar i Kalimdor. Før Cataclysm, var han Warchief af alle Horde, men gav midlertidigt lederskabet til Garrosh Hellscream. 

Deruover er Thrall også med i Hearthstone, hvor han er Shaman klassens hero.

### Tirion Fordring
Race: Human
Klasse: Paladin, Knight, Warrior
Familie: Taelan (søn), Karandra (kone)
Tirion Fordring (stemme af Bernard Hill) var en af de første fem Knights of the Silver Hand udvalgt af ærkebiskop Alonsus Faol, og var en af heltene fra den anden krig. 

### Turalyon
Race: Human
Klasse: Paladin, Priest, Cleric, Knight, Warrior, Mounted warrior
Familie: Arator (søn), Alleria Windrunner (elsker), Vereesa Windrunner og Sylvanas Windrunner (svigerinder), Giramar og Galadin (nevøer), Lirath Windrunner og Rhonin (svoger), Zendarin Windrunner.
Turalyon var en af de første fem Knights of the Silver Hand udvalgt af ærkebiskop Alonsus Faol, og var løjtnant af Anduin Lothar under den anden krig.

### Tyrande Whisperwind
Race: Night elf
Klasse: Priestess of the Moon, Healer, Priest, Huntress
Familie: Malfurion Stormrage (mand), Illidan Stormrage (svoger), Drelanim Whisperwind, Mave Whisperwind (fjernere slægtninge), Orenthil Whisperwind (formodede)
Tyrande Whisperwind Ypperstepræstinden af Elune, er den nuværende co-leder af Night elf (kaldorei), sammen med sin mand Archdruid Malfurion Stormrage. 

### Uther the Lightbringer
Race: Human (Ghost)
Klasse: Paladin warrior
Familie: Arthas Menethil (adopteret nevø), Steadfast (ganger)
Lord Uther the Lightbringer (stemme af Michael McConnohie), eller Sire Uther Lightbringer, var den første paladin af Knights of Silver Hand. 
Deruover er Uther the Lightbringer også med i Hearthstone, hvor han er Paladin klassens hero.

### Valeera Sanguinar
Race: Blood elf
Klasse: Rogue, Gladiator
Familie: Relfthra (forfader), Lord Sanguinar (spekuleret)
Valeera Sanguinar er en kvindelig blod alf, der nægter at tage parti i krigen imellem Horde og Alliance, men har reddet liv på Stormwind konge mere end én gang. 
Deruover er Valeera Sanguinar også med i Hearthstone, hvor hun er Rogue klassens hero.

### Varian Wrynn
Race: Human
Klasse: Fighter, Aristocrat, Gladiator, Warrior
Familie: Tiffin (afdøde hustru), Anduin Wrynn (søn), Llane Wrynn (far), Adamant Wrynn III (bedstefar), Varia (bedstemor), Landen Wrynn (oldefar), Terenas Menethil (surrogat far?)
Varian Wrynn  (stemme af Chris Metzen), også kaldet Lo'Gosh på "Ghost Wolf", er søn af den afdøde kong Llane Wrynn, er den fungerende leder af Alliancen, og den nuværende konge af Stormwind.

### Velen
Race: Draenei (tidligere Eredar)
Klasse: Priest, Shaman
Familie: Kil'jaeden (tidligere kollega eredar triumviri og bedste ven, nu ærkefjende), Archimonde (tidligere kollega eredar triumviri og bedste ven, nu ærkefjende), Velen (sig selv i Warlords of Draenor)
Velen er profet og lederen af Draeneis. Fra Exodar guider han sit folk  

### Vereesa Windrunner
Race: High elf
Klasse: Ranger
Familie: Rhonin (mand), Giramar og Galadin (tvillingesønner), Alleria, Sylvanas, Lirath (søskende), Zendarin (fætter), Arator (nevø), Turalyon (svoger)
Vereesa Windrunner er yngre søster til Alleria og Sylvanas Windrunner. Hun blev en ranger i tjeneste hos High elf Silvermoon City.

### Vol'jin
Race: Jungle trold
Klasse: Shadow hunter
Familie: Sen'jin (far), Yenniku
Vol'jin er den nuværende Warchief af Horde, høvding for Darkspear stammen, den retmæssige hersker af Echo Isles, og en trofast allieret af den tidligere Warchief Thrall.

### Ysera
Race: Grøn Wyrm, tidligere Green Proto-Drake
Klasse:
Familie: Eranikus (gemal), Merithra (datter); Itharius, Korialstrasz (svoger); Alexstrasza (søster); Galakrond (stamfader)
Ysera the Dreamer er leder af den grønne dragonflight, en af de fem oprindelige dragen Aspekter, og blev forvandlet af Titan Eonar som Aspect of Nature. Hun er protektor af Emerald Dream, en stor åndeverden, der eksisterer uden for grænserne af den dødelige plan. Ysera er yngre søster til Alexstrasza. Hun lånte sine krafter til Dragon Soul, uvidende om Neltharion plan om at forråde de andre aspekter. Efter den anden krig fortryllede Ysera verdens-træet Nordrassil og bandt det til Emerald Dream.

### Wrathion
Race: Black drake (Dragonkin)
Klasse:
Familie: Deathwing (far), Nyxondra (mor); Nefarian, Sabellian, Neltharaku (halvbrødre), Onyxia (halvsøster), Rheastrasza (rugemor/skaberen), Mordenaku (nevø), Zoya, Onyxien (niecer)
Wrathion også kendt som den Black Prince er en af de få tilbageværende sorte drager på Azeroth. Født af et æg renset af den røde drage Rheastrasza, en gnom videnskabsmand, og mægtige helte. Wrathion er den eneste sorte drage i Azeroth som vides at være fri for korruption af de gamle guder. Deres evige forbandelse havde slået Wrathion far, Neltharion the Earth-Warder, til Deathwing, den gale skabning kaldet Destroyer af de racer, han plagede. Fra skyggerne, har Wrathion ansat snigmordere til at fjerne mange af hans plettet "søskende" i den sorte dragonflight. Efter faldet af Deathwing, flyttede hans opmærksomhed til udforske kontinent Pandaria og den turbulente forhold mellem Alliancen og Horde. Mens hans sande dagsorden stadig er et mysterium, har Wrathion åbenbaret sig for begge grupper, angiveligt for at hjælpe med at besejre en trussel, som han mener vil kunne overvindes med en samlet indsats fra alle helte i Azeroth.
Wrathion har søgt tilflugt i Tavern in the Mists i Veiled Stair, sammen med hans livvagter Left og Right.